# Michaela Meijer
Sara Michaela Meijer, född 30 juli 1993 i Göteborg, är en svensk stavhoppare som tävlar för Örgryte IS i Göteborg. Hon har under 2010-talet tillhört Sverigeeliten, och har tre gånger slagit svenskt rekord i grenen. Hennes personbästa, tillika svenskt rekord, är 4,83 m, satt 1 augusti 2020.

## Biografi

### Juniortid
Meijer började med friidrott som nioåring och med stavhopp 2006 som trettonåring. Hon hoppade 2008 3,91 m utomhus. 2009 klarade hon 4,10 m inomhus och 4,18 m utomhus.
Vid Ungdoms-VM i Bressanone i juli 2009 blev Meijer silvermedaljör i stavhoppet med 4,10 m efter landsmaninnan Angelica Bengtsson på 4,32 m. Knappt fyllda 16 år blev hon i augusti samma år svensk mästare, även nu med 4,10 m som resultat.
Michaela Meijer deltog i juli år 2010 vid junior-VM i Kanada, men rev ut sig på ingångshöjden 3,95 m. Vid SM i augusti detta år tog hon hem silvermedaljen med 4,13 m efter Hanna-Mia Persson.
Vid junior-EM i Tallinn, Estland i juli år 2011 blev Meijer utslagen i kvalet med höjden 4,00 m. Vid SM 2011, som gick i Gävle i mitten av augusti, kom hon på bronsplats med 4,14 m efter Malin Dahlström (4,29 m) och Alissa Söderberg (4,19 m).

### 2012–2016
Meijer var borta under större delen av 2012 och hela 2013 på grund av en knäskada. Innan dess hann hon dock ta en silvermedalj vid inne-SM i början på 2012 med 4,13 m, efter segrande Malin Dahlström (4,23 m).
År 2014 var Michaela Meijer tillbaka skadefri. Vid årets inne-SM tog hon bronsmedaljen med ett resultat på 4,18 m efter segraren Angelica Bengtsson på 4,58 m och tvåan Malin Dahlström (4,38 m). På Ullevi Stadion i Göteborg satte hon personligt utomhusrekord den 29 juni 2014 med 4,28 m. 
Vid inne-SM år 2015 tog hon silver med 4,30 m efter Angelica Bengtsson på 4,60 m. Vid inomhus-EM i Prag satte hon i kvalet personligt rekord med 4,55 m den 6 mars 2015; hon gick dock inte vidare till final. När utomhussäsongen startade förbättrade Meijer sitt personliga rekord utomhus till 4,41 m vid en tävling i Recklinghausen den 22 maj. Hon förbättrade detta ytterligare till 4,52 m vid hoppningar i Hof, Tyskland, den 20 juni. I juli 2015 blev hon tvåa (efter Angelica Bengtsson) i U23-EM i Tallinn med höjden 4,50 m och knep därmed silvermedaljen. Vid VM i Peking i augusti tog hon sig vidare till final efter att ha tangerat sitt dåvarande personliga rekord, 4,55 m, i kvalet. I finalen rev hon dock ut sig på ingångshöjden 4,35 m.
När Meijer i mars 2016 deltog utom tävlan vid de norska inomhusmästerskapen förbättrade hon sitt inomhusrekord från året innan (4,55 m) genom att hoppa 4,60 m. I juni 2016 förbättrade hon sitt personrekord utomhus genom att hoppa 4,62 m i Randers i Danmark. I juli 2016 kom hon femma vid EM i Amsterdam (4,55 m) och senare samma år slutade hon på en 17:e plats i OS i Rio de Janeiro (4,45 m).

### 2017–
Under Världsungdomsspelen på Ullevi i Göteborg den 2 juli 2017, satte Meijer svenskt rekord, när hon vann tävlingsklassen för seniorer på 4,71 m, en förbättring av Angelica Bengtssons gamla rekord från 2015 med 1 cm. Rekordet stod sig fram till 5 juli 2018 då Bengtsson återtog det med höjden 4,72 m. Meijer deltog senare år 2017 vid VM i London men slogs ut i kvalet efter att ha rivit ut sig på sin ingångshöjd.
Den 10 februari 2019 satte Meijer för första gången svenskt rekord inomhus genom att hoppa 4,75 m på Nordenkampen. Angelica Bengtsson hade det gamla rekordet på 4,70 m från 2015. Bengtsson återtog dock två veckor senare rekordet med ett hopp på 4,81 i franska Clermont-Ferrand. Vid friidrotts-VM i Doha i september 2019 deltog Meijer, men slogs ut i kvalet efter att bara ha klarat 4,35 m (med kvalgränsen 4,60 m).
Den 1 augusti 2020 slog Meijer svenskt rekord utomhus, vid tävlingar i Norrköping. Den nya rekordnoteringen på 4,83 m var 3 cm högre än Angelica Bengtssons då gällande rekord.
Meijer var med i OS 2020 i Tokyo men rev ut sig på 4,55 m inför finalhoppningen.
I slutet av juni 2021 blev Michaela Meijer blåslagen i en våldsam bilolycka då deras minibuss krockade med en lastbil.
På inhoppningen inför lag-SM i juni 2022 skadade Meijer sig – bara en månad före VM i friidrott.

## Utmärkelser
Michaela Meijer belönades år 2017 med Stora grabbars och tjejers märke nummer 549.

## Personliga rekord
| Utomhus - 100 meter häck – 14,81 s (Vellinge, Sverige 28 augusti 2011) - Höjdhopp – 1,61 m (Eskilstuna, Sverige 5 september 2009) - Stavhopp – 4,83 m (Norrköping, Sverige 1 augusti 2020) - Längdhopp – 5,54 m (Västerås, Sverige 11 september 2010) - Kula – 9,70 m (Lerum, Sverige 19 augusti 2018) | Inomhus - 800 meter – 2:39,77 min (Norrköping, Sverige 13 februari 2011) - 60 meter häck – 8,92 s (Norrköping, Sverige 13 februari 2011) - Höjdhopp – 1,60 m (Göteborg, Sverige 26 mars 2011) - Stavhopp – 4,75 m (Rud, Norge 10 februari 2019) - Längdhopp – 5,73 m (Sätra, Sverige 20 februari 2011) - Kula – 9,63 m (Norrköping, Sverige 13 februari 2011) - Femkamp – 3 350 poäng (Norrköping, Sverige 13 februari 2011) |